# Международна неправителствена организация
Международни неправителствени организации за разлика от правителствените организации, неправителствените не се създават на основата на междудържавен (междуправителствен) договор. Те са международни обединения, включващи национални съюзи и асоциации, обществени организации, а също така и физически лица от различни държави, създадени с цел да осъществяват международно сътрудничество в политическата, икономическата и научно-техническат области, както и в областта на религията и спорта.
Международните неправителствени организации имат свой устав, който не е международен договор. Осъществяват своята дейност в повече от две държави. Целите, които си поставят имат международен характер. Членският състав е интернационален. Неправителствените организации имат своя структура - често управителен съвет и секретариат, както и самостоятелно финансиране.
В ООН, в рамките на Икономическия и социален съвет (ИКОСОС), международните неправителствени организации получават консултативен статут от I и II категория и се включват в специален списък. Това става чрез заявление от страна на неправителствената организация, което се разглежда от Комитета по непрвителствени организации. Той, от своя страна, внася препоръка в ИКОСОС.
ИКОСОС е основният форум за обсъждане на международни икономически и социални въпроси и за разработване на препоръки за провеждане на съответни политики от държавите членки.
Стаус I категория получават МНПО, чиято дейност в голяма степен съвпада с дейностите на ИКОСОС, и чийто членски състав представлява голяма част от населението на държавите, чиито граждани членуват в организацията.
Статут II категория получават организации, чиито дейности съвпадат само отчасти с дейността на ИКОСОС.
В отделен списък се включват МНПО, чиято дейност не съвпада с тази на ИКОСОС, но може да бъде от полза при изпълняването на неговите функции. Този списък се води при генералния секретар на ООН.